# Запис Марковића цер (Ђуринац)
Запис Марковића цер (Ђуринац) се налази на парцели чији је власник Марковић Момчило.

## Локација
| Општина             | Свилајнац                                                        |
| Катастарска општина | Ђуринац                                                          |
| Потес               | Прљуша                                                           |
| Координате          | 44° 14′ 15″ С; 21° 21′ 29″ И / 44.2376° С; 21.358000000000001° И |
| Надморска висина    | 200m                                                             |

## Карактеристике
Дендрометријске вредности утврђене на терену и сателитским снимцима:
| Стабло                     | Цер |
| Висина стабла              | m   |
| Обим дебла                 | m   |
| Пречник крошње             | 5m  |
| Пречник дебла              | m   |
| Висина дебла до прве гране | m   |

## База записа
Запис је у оквиру Викимедија пројекта "Запис - Свето дрво" заведен под редним бројем 0290.